# ودنعمان
ودنعمان هي قرية سودانية تقع في ولاية الجزيرة، محلية جنوب الجزيرة، وحدة الحوش الإدارية. نشأت قرية ودنعمان قبل 500 عام في عهد السلطنة الزرقاء علي يد محمد النعمان. [بحاجة لمصدر]

## الموقع الجغرافي
تقع في الاتجاه الجنوبي الغربي لمدينة ود مدني بمسافة تقدر ب (45) كيلو متر أي في الاتجاة الشمالي الغربي لمدينة الحوش، وهي تعتبر من أكبر قري محلية جنوب الجزيرة.

## السكان
يبلغ عدد السكان بقرية ود نعمان حوالي 6000 نسمة بدراسة أجريت في سبتمبر 2010.[بحاجة لمصدر]

### تصنيف السكان حسب السن[بحاجة لمصدر]
- الأطفال دون سن الخامسة حوالي (861) نسمة علي النحو التالي 400 طفل و461 طفلة.
- الصبية تحت سن الرشد 17 سنة حوالي 1600 نسمة زكور واناث.
- من 17 الي 45 سنة يوجد حوالي 4390 نسمة.
- من (46) سنة فما فوق يوجد حوالي 149 نسمة منهم 60% من الإناث و 40 % من الزكور.

## التعليم
يوجد بالقرية 4 مدارس. 2 أساس للبنين والبنات وكذلك مدرستين. كم توجد ثانويتيين للبنين والبنات. تحتوي المدارس الثانوية علي 300 طالب وطالبة. وتحتوي مدارس الأساس علي 600 الي 620 تلميذ وتلميذة. والمجموع الكلي للطلاب بالمدارس حوالى 920 طالباً.[بحاجة لمصدر]
توجد بالقرية خلوة واحدة كبيرة، بها حوالي 200 دارس للقران وعلوم الدين يقيمون بداخل المسيد والذي يسع حوالي 15 عنبر.[بحاجة لمصدر]

## الصحة
يوجد بها مستشفى ريفي يشمل غرفة عملية وعدد 2 عنبر كبير وعيادة وصيدلية و4 مكاتب للموظفين.
د- المياة:
توجد 3 أبار جوفية وتعاني من شبكة مياة لكي تربط جميع أتجاهات القرية.[بحاجة لمصدر]

## العمران
معظم المباني من الطين والطوب وجزء من المباني المسلحة.[بحاجة لمصدر]

## الرياضة
يوجد مركز شباب ونادي بالقرية بالإضافة الي ميدان وفريق كرة عام بالدرجة الثانية علي مستوي الوحدة الإدارية.[بحاجة لمصدر]

## الجمعيات
- الإتحادات: يوجد اتحاد مرأة ومزارعيين بالقرية.
- الروابط: توجد رابطة طلاب وخريجي الجامعات والمعاهد العليا بودنعمان بالإضافة الي رابطة طلاب ودنعمان بالجامعات.وعدد من الجمعيات الخيرية تخدم الجانب الاجتماعي بالقرية.

كما توجد بالقرية منظمة مسجلة رسمياً بوزارة الشئؤن الاجتماعية ومؤهلة لقيادة العمل الإنساني والخيري.